# Humberto Andrés Suazo Pontivo
Humberto Andrés Suazo Pontivo (10 de maig de 1981) és un futbolista xilè.

## Selecció de Xile
Va formar part de l'equip xilè a la Copa del Món de 2010.